# آندرس هولم
آندرس هولم (به انگلیسی: Anders Holm) (زاده ۲۹ می ۱۹۸۱) بازیگر آمریکایی است.
از فیلم‌های معروف او می‌توان به بازی در فیلم کارآموز، نمایش سگ‌ها و اتفاقی از نسبت‌های یادبود اشاره کرد.